# Kenya Airways
Kenya Airways Limited (Code AITA KQ ; code OACI KQA) est la compagnie aérienne porte-drapeau du Kenya. Basée à Nairobi, elle fut fondée le 22 janvier 1977 après la dislocation d’East African Airways. Son premier vol a eu lieu le 4 février 1977 et son slogan est The Pride of Africa (« La fierté de l'Afrique »).
Depuis le 18 mai 2004, la compagnie a créé une division cargo appelée Kenya Airways Cargo dont le slogan est Africa's manifest to the world (« Le manifeste de l'Afrique au monde »).

## Historique

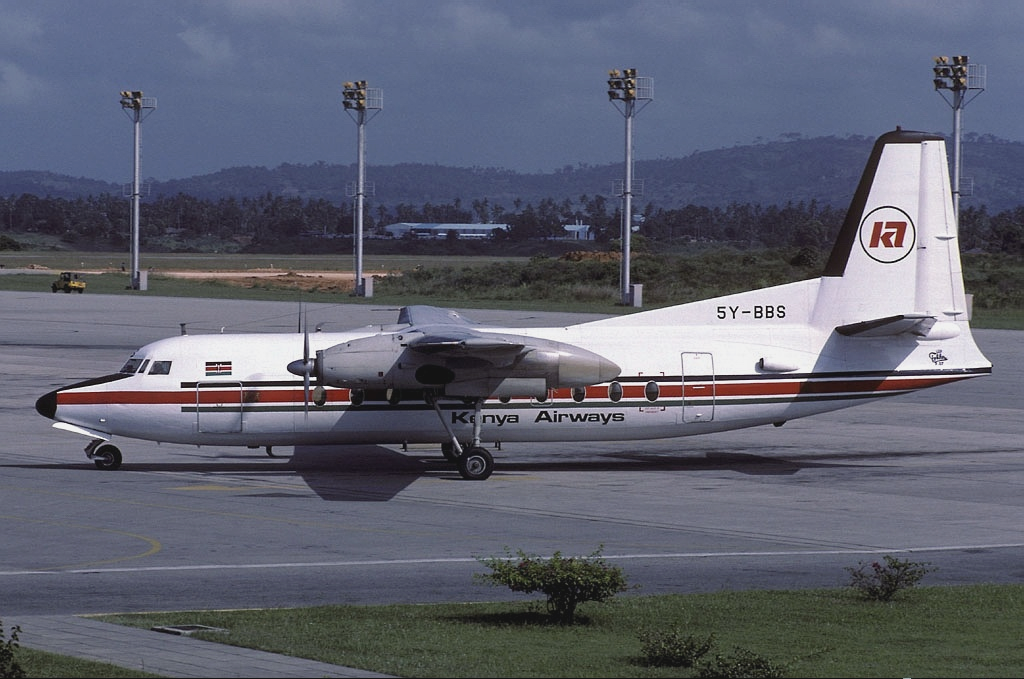
Kenya Airways à l'aéroport international (1982)

Pour l'année fiscale qui s'est terminée le 31 mars 2005, elle a enregistré des bénéfices nets record de 3,882 millions de KES (environ 50 millions d'USD).
En 2012, Kenya Airways crée une filiale à bas prix appelée Jambo Jet. En 2015, l'entreprise annonce des pertes de 230 millions d'euros et se sépare d'une centaine de ses cinq cents employés.
En 2017, après l’échec de nombreux plans de sauvetage, elle est obligée de restructurer une dette de près de 2 milliards $.
En juin 2019, Michael Joseph, président du conseil d’administration, annonce que la société pourrait passer par un plan de nationalisation.
Elle met en avant la proportion de femmes parmi les pilotes de la compagnie, parmi lesquelles Irène Koki Mutungi, première Africaine commandant de bord d'un Boeing 787.
En juillet 2019, Kenya Airways et sa filiale Jambo Jet signent un accord tripartite avec FlightSafety International (FSI) pour la fourniture d’un simulateur Bombardier Q400 devant servir à la formation et au recyclage du personnel navigant sur cet aéronef.
En 2023, Allan Kivaluka est nommé PDG de la compagnie dans le but de la redresser après avoir enregistré en 2022 la pire année depuis dix ans avec une perte de 29,4 millions de dollars.

## Structure organisationnelle
Le groupe Air France-KLM possède 7,8 % des parts de la compagnie. Les autres actions sont détenues par des investisseurs individuels kényans[pas clair] (32,5 %), par le gouvernement kényan (22 %), par des investisseurs kényans (15,7 %). 
D'autre part, Kenya Airways possède 49 % de Precision Air, une compagnie tanzanienne.
Son président est Evanson Mwaniki et son directeur général (CEO) est Titus Naikuni.
Sebastian Mikosz devient CEO de Kenya Airways en juin 2017, et annonce en mai 2019 qu'il quittera ses fonctions avant la fin de l'année.

## Flotte

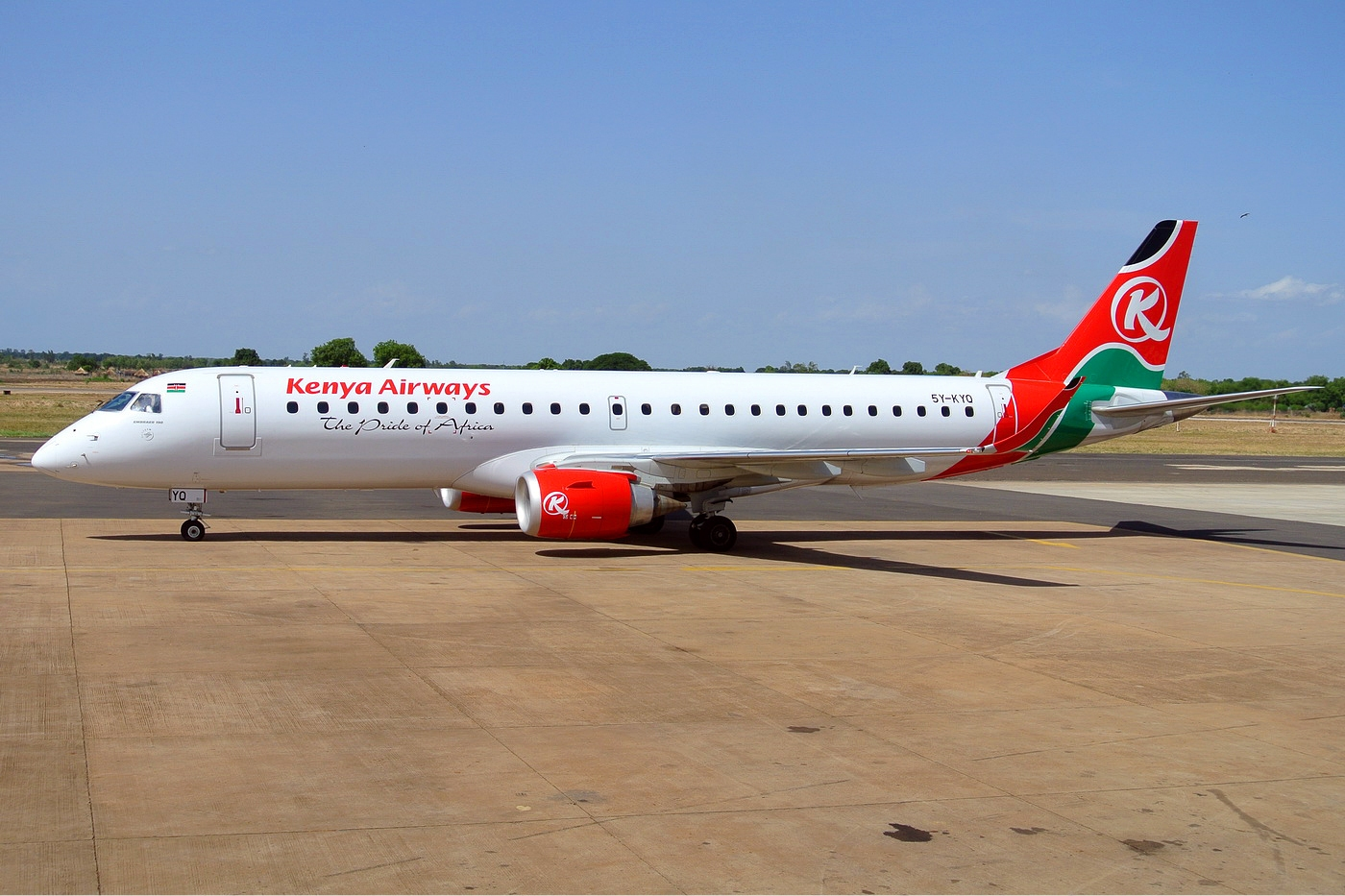
Embraer 190 (5Y-KYQ)

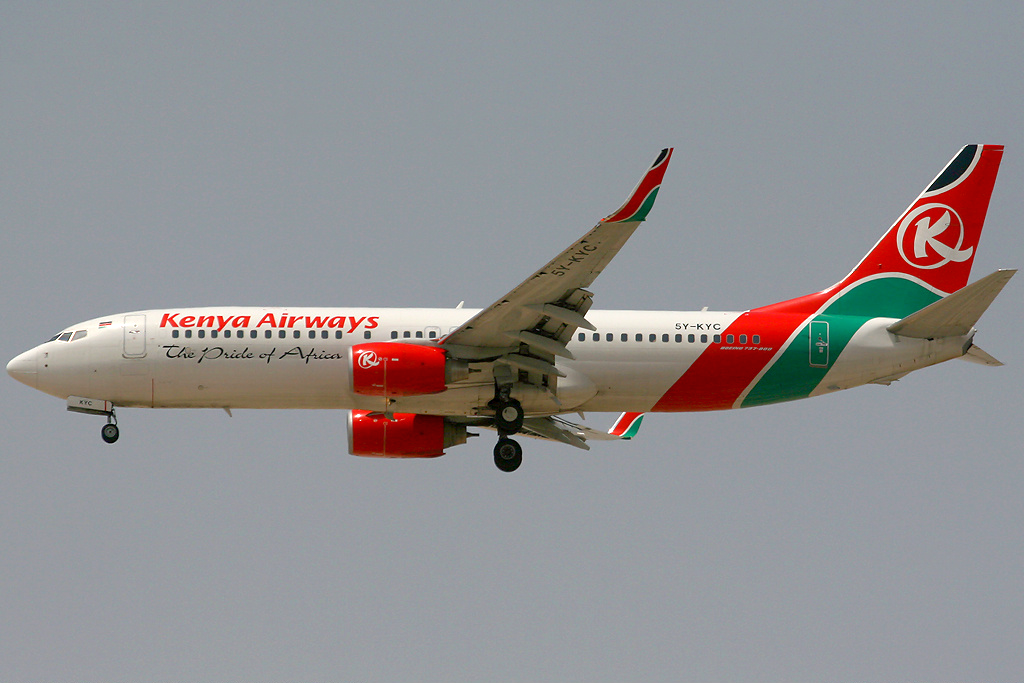
Boeing 737-800 (5Y-KYC)

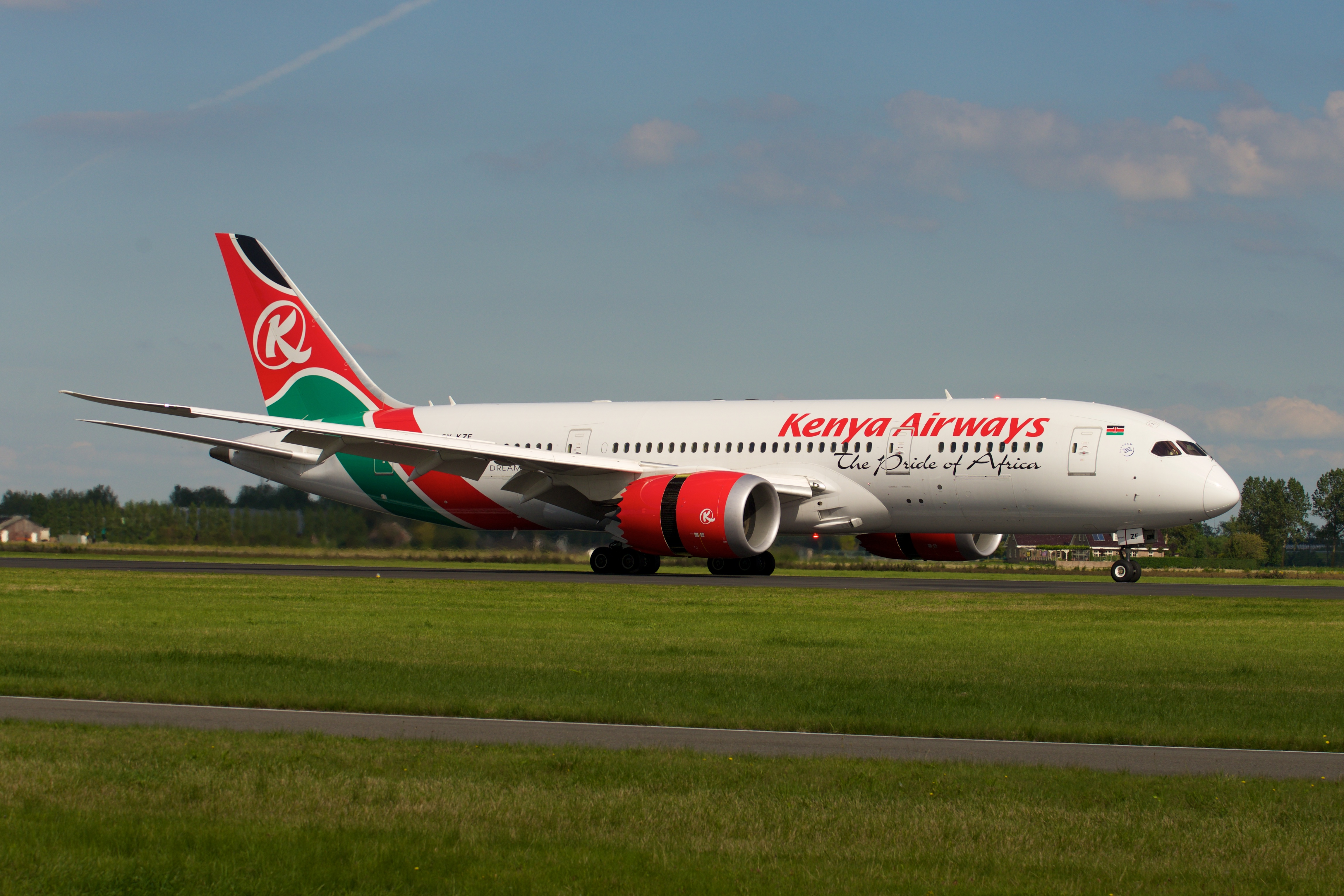
Boeing 787-8 (5Y-KZF)

Au 1er janvier 2023, les appareils suivants sont en service au sein de la flotte de Kenya Airways:

### Flotte historique
- Airbus A310-300
- Boeing 737-200
- Boeing 767-300ER
- Boeing 777-200ER
- Boeing 777-300ER
- Embraer 170
- Fokker F50

En 2014, la flotte de Kenya Airways a culminé à une quarantaine d'appareils.

## Programme de fidélisation
Pour ses trente ans, elle devient la première compagnie africaine membre de Skyteam, comme membre associé, le 1er septembre 2007. Depuis la même date, elle fait partie de Flying Blue, le programme de fidélisation du groupe Air France-KLM.
Le 22 juin 2010, l'alliance Sky Team supprime le statut de membre associé. Kenya Airways devient donc membre de l'alliance.

## Alliance et partenariats
Kenya Airways est membre de l'alliance Skyteam. Elle a signé des accords de partage de codes avec la plupart de ses partenaires d'alliance :
- Air France ;
- Air Malawi ;
- Alitalia ;
- China Eastern Airlines ;
- China Southern Airlines ;
- KLM ;
- Korean Air ;
- Saudia ;
- Vietnam Airlines.

Mais aussi avec :
- Air Mauritius ;
- LAM (Linhas Aéreas de Moçambique) ;
- Precision Air ;
- Qantas (Oneworld) ;
- Etihad Airways.

## Accidents
- 10 juillet 1988, un Fokker F27 Friendship 200 effectue un atterrissage sur le ventre à l'aéroport de Kisumu sans faire de morts parmi les 43 occupants[14].
- 11 juillet 1989, un Boeing 707-320B dépasse le prolongement d’arrêt, à la suite d'une défaillance du système de freinage à l'aéroport international de Bole sans faire de morts parmi les 76 occupants[15]
- 30 janvier 2000, un Airbus A310 assurant le vol 431 et transportant 179 personnes, s’abîme en mer à 21 h 9 (UTC) peu après son décollage de l'aéroport international Félix-Houphouët-Boigny d'Abidjan tuant 169 occupants.
- 5 mai 2007, un Boeing 737-800 assurant le vol 507 et transportant 114 personnes, s'écrase à une vingtaine de kilomètres de Douala au Cameroun tuant tous les occupants.
- en juillet 2019, un passager clandestin, qui s'était caché dans le train d'atterrissage d’un Boeing 787-8 Dreamliner à Nairobi, chute peu avant l’atterrissage à Londres-Heathrow[16].